# 馬氏烏尾鮗
馬氏烏尾鮗（学名：Pterocaesio marri），又名馬氏鱗鰭梅鯛、烏尾冬仔，为條鰭魚綱鱸形目烏尾鮗科鱗鰭梅鯛屬下的一个种。该物种主要分布于印度洋和西太平洋海域，体长可达35公分。